# Dysdera portisancti
Dysdera portisancti là một loài nhện trong họ Dysderidae.
Loài này thuộc chi Dysdera. Dysdera portisancti được Jörg Wunderlich miêu tả năm 1995.